# Diclidanthera
Diclidanthera es un género de plantas con flores perteneciente a la familia  Polygalaceae. Comprende ocho especies.
Es nativa de Venezuela a Brasil, y al norte de Perú.

## Especies seleccionadas
- - Diclidanthera bolivarensis Pittier
  - Diclidanthera elliptica Miers
  - Diclidanthera laurifolia Mart.
  - Diclidanthera octandra Gleason
  - Diclidanthera penduliflora Mart.
  - Diclidanthera wurdackiana Aymard & P.E.Berry